# Tjeggelvas
Tjeggelvas (aktuell stavning Tjieggelvas) är en sjö i Arjeplogs kommun i Lappland som ingår i Piteälvens huvudavrinningsområde. Sjön är 85 meter djup, har en yta på 66,8 kvadratkilometer och befinner sig 450 meter över havet. Tjeggelvas ligger i Tjeggelvas Natura 2000-område. Sjön avvattnas av vattendraget Piteälven. Äldre djupmätningar som endast lodat djupet på 9 ställen rakt över sjön vid Örnvik visade på ett djup på 65 meter, och sannolikt har sjön ett större maxdjup.
Tjeggelvas är Piteälvens största sjö. Sjön är både under vinter- och sommartid en naturlig transportled mot fjällvärlden. Sjön är 3 mil lång och mycket djup så allt pimpelmete sker på 30-40 meter. Sjön innehåller röding, öring, harr, sik, abborre, lake, gädda, och kröding. Krödingen är en korsning mellan kanadensisk och svensk röding och kan bli så stor som 10–15 kg.
Örnvik ligger vid Tjeggelvas strand, där vägen tar slut och vildmarken vid, en mil norr om polcirkeln. Byn har ett bofast hus och en liten campinganläggning för fiske och jaktturister. Utanför Örnvik ligger klippön Paktesuolo som trots det karga intrycket har en mycket rik flora.
Från Örnvik utgår under vintern en rad skoterleder. Den största upp mot Västerfjäll och vidare mot Miekak och Mavas samt norrut längs Kungsleden mot Kvikkjokk. Söderut mot Vuonatjviken och Jäckvik. Övriga skoterleder från Örnvik är mot Akkapakte, Stenudden, Ballekjaure och Tjatsavagge.
Området kring sjön utgör även ett naturreservat i Arjeplogs kommun i Norrbottens län, även det benämnt Tjeggelvas.

## Delavrinningsområde
Tjeggelvas ingår i delavrinningsområde (739217-157756) som SMHI kallar för Utloppet av Tjeggelvas. Medelhöjden är 506 meter över havet och ytan är 183,37 kvadratkilometer. Räknas de 150 avrinningsområdena uppströms in blir den ackumulerade arean 2 420,16 kvadratkilometer. Avrinningsområdets utflöde Piteälven mynnar i havet. Avrinningsområdet består mestadels av skog (57 procent). Avrinningsområdet har 68,23 kvadratkilometer vattenytor vilket ger det en sjöprocent på 37,2 procent.

## Galleri

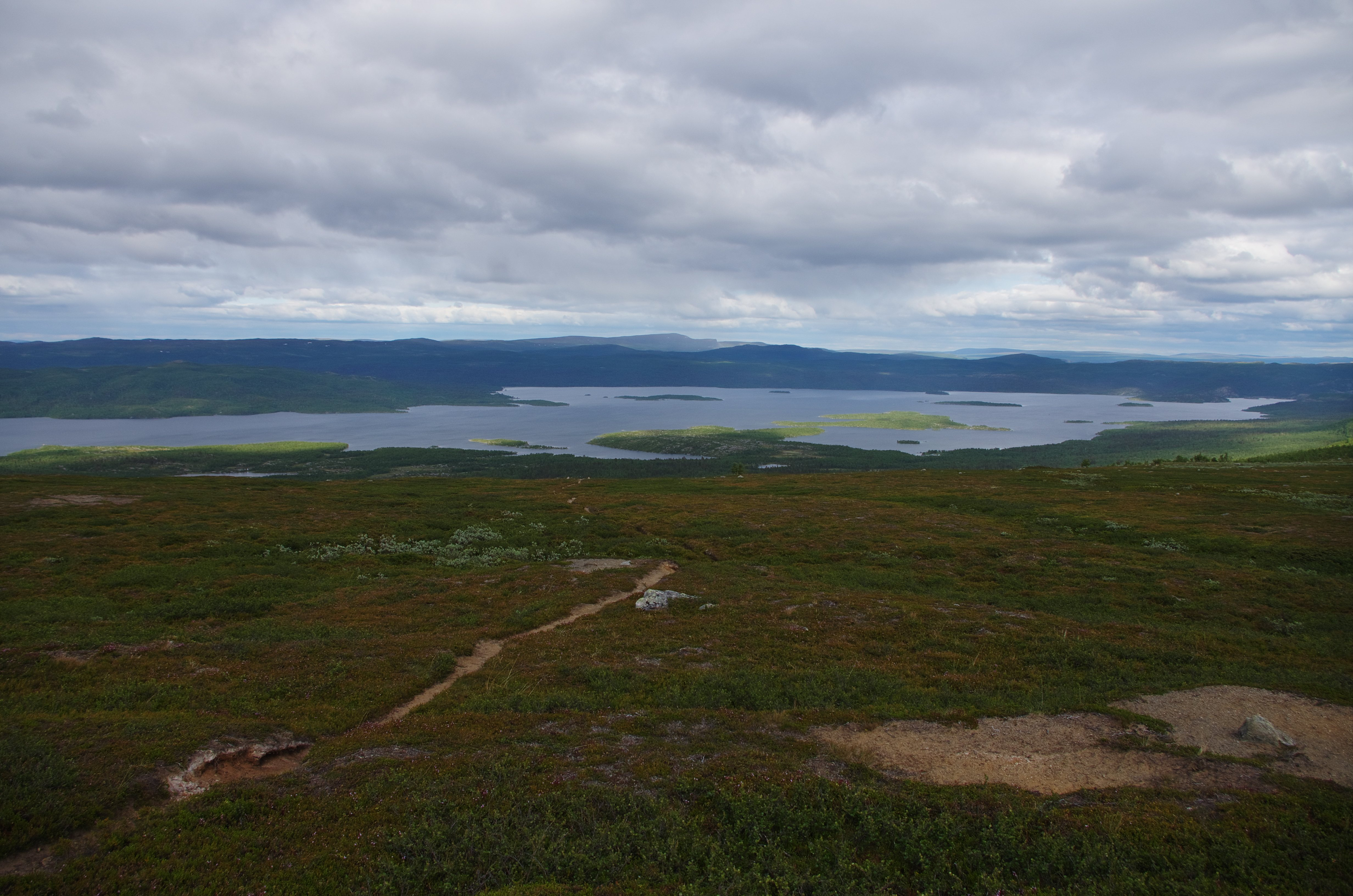
Tjieggelvas från sydväst.
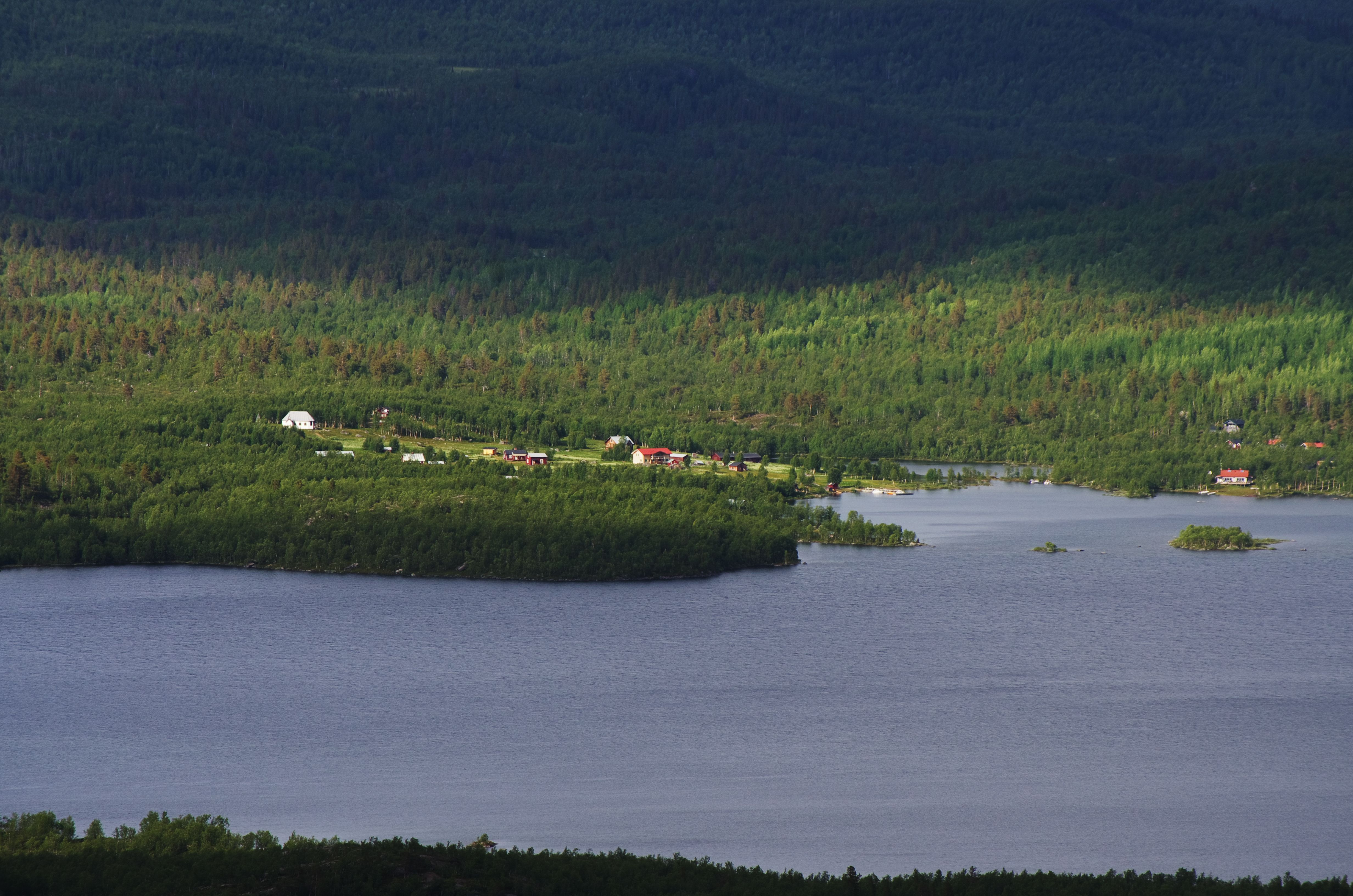
Tjieggelvas och orten västerfjäll med Västerfjälls kapell till vänster.
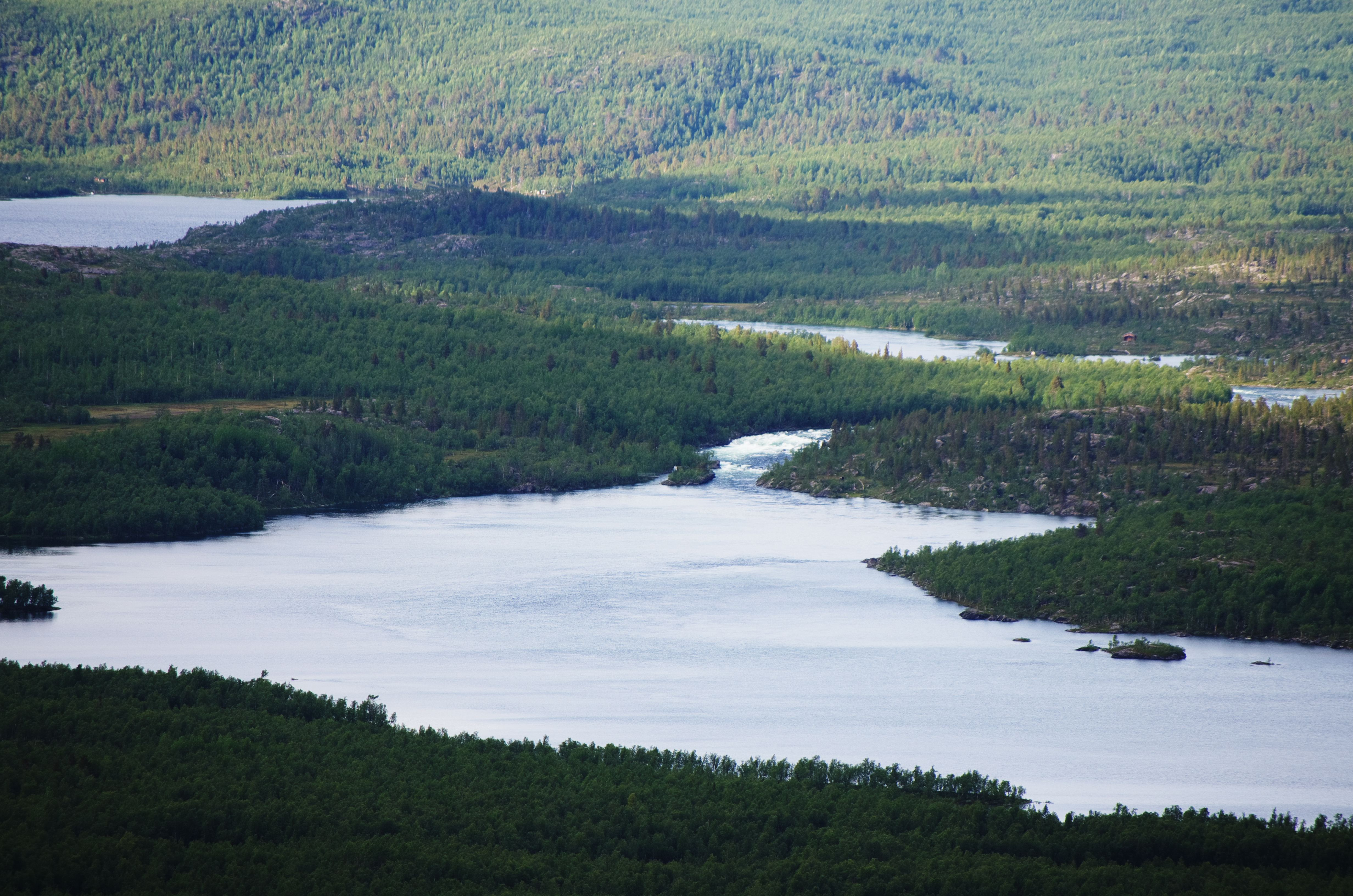
I sjöns västra ända har sjön ett större tillflöde från sjön Falehaure (modern stavning Fálesjávrre). Älven korsas av två hängbroar.